# Меньшиков, Сергей Михайлович (художник)
Сергей Михайлович Меньшиков (род. 2 декабря 1957, Новосибирск, СССР) — советский и российский художник, член Союза художников России (1993).

## Биография
Родился 2 декабря 1957 года в Новосибирске.
С 15 лет учился в Свердловском художественном училище. Выпускник Ленинградского художественного училища имени В. А. Серова (преподаватель — М. А. Гольдин).

## Творчество
Творческие интересы Сергея Меньшикова разнообразны: художник иллюстрирует книги, занимается иконописью, монументальной живописью, пишет натюрморты, создаёт абстрактные графические композиции и др. Для своих произведений мастер использует такие техники как раскатывание типографской краски резиновым валом, масляная живопись и т. д.
В 2017 году Меньшиков принял участие в росписи четырёх подъездов жилого комплекса в посёлке Садовый (Новосибирский район) по мотивам сказочных произведений Павла Бажова.
Произведения хранятся в Новосибирском государственном художественном музее, Музее современного искусства «АртЭтаж» (Владивосток), Искитимском историко-художественном музее, Зеленоградской картинной галерее и др., а также в коллекциях юридических и частных лиц России, Германии, Бельгии, США, Франции, Швейцарии, Индонезии.

## Выставки
| - Областные художественные выставки (с 1983); - Выставка «Новосибирск—Сиэтл» (1990, Новосибирск); - Всесоюзная выставка акварели (1991, Москва); - Всероссийская выставка портрета (1991, Москва); - VIII региональная художественная выставка «Сибирь» (1998, Красноярск); - Выставка «Вильнюсский приз» (1991, Вильнюс); - IV Биеннале книжной иллюстрации «Золотое перо Белграда» (1996, Белград, Сербия); | - Выставка «Шоу – транзит» (1996, Новосибирск-Челябинск); - Выставка сибирских художников, (1998, Барселона); - I Международная бьеннале графики (1999, Новосибирск); - IX Региональная художественная выставка «Сибирь» (2003, Иркутск — Томск); - Республиканская художественная выставка «Россия-Х» (2004, Москва); - Выставка «След» (2004, Красноярск); - Выставка «Пост № 1» (2005, Омск). |

#### Персональные выставки
Персональные выставки художника проходили в Новосибирске (1995—1997, 2001, 2004, 2012), Новокузнецке (2005), Санкт-Петербурге (2001) и Барнауле (2001).

## Награды
Сергей Меньшиков награждён почётной грамотой управления культуры администрации Новосибирской области (2003), Медалью лауреата и Дипломом десятой региональной художественной выставки «Сибирь» (2008, Новосибирск), Дипломом управления по культуре Прокопьевска Кемеровской области (2010), включён в Золотую книгу культуры Новосибирской области (номинация «Династия», 2008), ему также объявлена благодарность Губернатора Новосибирской области (2008).

## Семья
- отец — Михаил Иванович Меньшиков (1922—1988) — советский скульптор, член Союза художников СССР (1955)[2][5].